# Europæisk ål
 "Ål" omdirigeres hertil. For andre betydninger af Ål, se Ål (flertydig).
Den europæiske ål (Anguilla anguilla), også blot kaldet ålen, tilhører gruppen af ålefisk Anguilliformes, der kendetegnes ved en slank slangelignende form og små brystfinner. Den er én blandt 18 arter i familien Anguillidae. Ålen er katadrom, det vil sige, at den udklækkes i saltvand, lever det meste af sit liv i ferskvand og vandrer tilbage til saltvand for at gyde. Normalt når voksne ål en størrelse på 60-80 centimeter, men i særlige tilfælde kan de nå op til 150 centimeter. Den findes i floder, åer, bække og søer langs Europas og Nordafrikas kyster.

## Livscyklus
Den europæiske ål har en særpræget livscyklus. Den vandrer omkring 6.000 kilometer fra sine gydesteder i Sargassohavet syd for Bermuda-øerne til sine levesteder i Europa og Nordafrika. Livscyklussen har seks stadier: Æg, larver (leptocephali), glasål, gulål, blankål og gydeål.
Æggene klækkes, og larverne kaldes for Blommesæklarver, da blommen stadig er deres næringskilde. Når blommesæklarverne selv begynder at indtage føde, går de til Larvestadiet. Larverne betegnes Leptocephali, da man tidligere troede, det var en selvstændig art ved navn leptocephalus brevirostris. Leptocephali er transparente (gennemskinnelige) og har form som et pileblad. Alt tyder på, at de indtager næring fra plankton, men det er ikke bevist. Larverne driver med Golfstrømmen og den nordatlantiske strøm til Europas og Nordafrikas kyster, hvor de forlader deres pelagiske eksistens og søger op i floder og mindre vandløb. Driften tager mellem 1-2 år, og i den periode når ålelarverne en længde på cirka 7,5 centimeter. Fremme ved Europas kyster forvandles larverne til Glasål, der stadig er transparente, men deres pigmentering udvikles så småt. De første tegn på knoglestruktur bliver synlig. Ålene ændrer i dette stadium fødevalg til at omfatte små insektlarver og orme. Glasålen er yderst lysfølsom på grund af dens manglende pigmentering. Glasålen forvandles nu til en Gulål. Den lever som gulål i 6-16 år, det vil sige det meste af livet. I det stadium lever den af insekter, orme, bløddyr og mindre fisk. Det er vigtigt for den at lagre store fedtreserver, da den, efter at have forvandlet sig til en Blankål, mister evnen til at spise og således ikke indtager føde undervejs tilbage til gydepladserne i Sargassohavet. Blankål-stadiet er interessant, da ålen gennemgår markante fysiologiske ændringer. Ud over at stoppe med at æde omstiller den sig fra livet  i ferskvand til rejsen i saltvand. Når fisk udsættes for et sådant skift, skal de ved hjælp af interne mekanismer afbalancere saltet i deres organisme. Det gør ålen ved osmoregulering. Det sidste stadium i den europæiske åls livscyklus er Gydeål. Det er i dette stadium, ålene når deres gydepladser i Sargassohavet. Det er ikke veldokumenteret, da vi mister sporet af ålene under deres tur til hertil.

### Bestemmelse af gydepladser
Der er forsket intensivt i de tidlige stadier af ålens liv, men et eksakt gydested er endnu ikke bestemt. Det er på baggrund af den danske havbiolog Johannes Schmidts opdagelser tidligt i 1900-tallet alment accepteret, at han kom tæt på gydestedet. Johannes Schmidt sejlede med skibet Dana i Atlanterhavet og indfangede mængder af ålelarver, som blev mindre og mindre, desto længere mod vest i Atlanterhavet, han fangede dem. Johannes Schmidt dannede sig ud fra størrelsen på larverne en idé om, hvornår han var tæt på ålens gydested. Hans observationer førte ham til Sargassohavet. Yderligere undersøgelser har bekræftet, at det er det tætteste, vi er kommet på larver, der stadig har rester fra blommen på sig.

## Bevaringsstatus
Videnskaben har siden 1960'erne rapporteret en dramatisk tilbagegang af europæiske ål, og arten er nu kritisk truet og på IUCNs rødliste. Rekrutteringen af glasål har været nedadgående siden 1980, og bestanden er i dag nok 95-99 % mindre end før 1980.
Tilbagegangen kan skyldes en lang række årsager: fiskeri, kanalisering og opstemning af vandløb, rester af insektgifte, klimaforandringer og parasitter.
Fiskeri af ål foregår i et sådant omfang, at International Council for the Exploration of the Sea (ICES) har bedømt det som uholdbart.
Svømmeblæreparasitten Anguillicola crassus er indført til Europa gennem import af ål fra Japan.
. Parasitten er ufarlig for den japanske ål, Anguilla japonica, mens den europæiske ål savner modstandskraft mod denne 'indslæbte' parasit, som  hæmmer funktionen af den inficerede åls svømmeblære og kan resultere i massedød.

## Lovgivning
I 2007 fremlagde Den Europæiske Union en samling regulativer, der kræver, at medlemslandene opstiller en aktiv plan for bevaring af ålen. Hovedmålet var at mindske menneskeskabte miljøpåvirkninger af ålens levesteder og sætte ind over for overfiskeri. Unionen tilstræber, at opnå en en bestand af ål på mindst 40 % af det estimerede antal før ålens tilbagegang begyndte. Antallet af ål, der forlader vandløbene og vandrer tilbage til Sargassohavet for at gyde, skal øges. Håbet er at stoppe den negative tendens, hvor mængden af glasål er faldende som følge af, at færre blankål vender tilbage for at gyde. Danmark og EU's andre medlemslande har udarbejdet en genopretningsplan for den europæiske ål. Den 1. juli 2009 blev der gennemført en række stramninger på området inden for erhvervsfiskeri af ål. Siden den 31. december 2012 har det bl.a. resulteret i:
- Reducering af kommercielt fiskeri.
- Begrænsning af fritidsfiskeri.
- Regler om genudsætning.
- Forbedring af ålens levesteder i vandløbene samt arbejde med at lette ålens passage af spærringer ved spærringer som vandkraftværker og vandmøller.
- Transport af blankål til steder, hvorfra de frit kan svømme til Sargassohavet.
- Perioder, hvor turbinerne i vandkraftværker, ikke kører – i den periode, hvor ålene vandrer.

## Akvakultur
Opdræt af den europæiske ål i akvakultur startede for cirka 30 år siden. Ålefarmere indfanger glasål, som fodres og opfedes i bassiner. Næsten alle indfangede ål tager under de rigtige omstændigheder føde til sig umiddelbart efter at være anbragt i fangenskab.
De fodres typisk med typisk børsteorme eller torskerogn. Glasål har en høj tilpasningsevne, som udnyttes til gradvist at vænne dem til foderpiller med højt energiindhold. Glasål i akvakultur har generelt færre parasitter og sygdomme end ål i mere udviklede stadier. Derudover kan glasål leve på meget lidt plads. Der går omkring 2,5 kilo glasål til opdræt af 1 ton voksne gulål. Et kilo glasål svarer til 2.800-3.300 individer.
I 2008 blev der fanget omkring 150 tons glasål over hele Europa, hvoraf omkring 100 tons gik til akvakultur og resten til konsum eller genudsætning (Nielsen, 2008). Et problem for akvakulturen er, at den europæiske ål ikke gyder i fangenskab. Derfor er opdrætterne afhængige af at kunne fange glasål i naturen.